# Кульгачёв, Алексей Петрович
Алексе́й Петро́вич Кульгачёв (Кулгачёв) (1825—1904) — русский генерал от кавалерии, герой Кавказской и Восточной войн.

## Биография
Происходил из дворян Войска Донского, родился в 1825 году.
Учился в классе Донских урядников при гвардейской дивизионной артиллерийской школе. 26 июля 1845 г. он был произведён в хорунжие в Донскую конно-артиллерийскую № 2 батарею, в 1846 г. переведён в № 5 батарею, с которой участвовал в походе в Венгрию 1849 г., а затем в батарею № 7 на Кавказ, где Кульгачёв принял участие в ряде экспедиций и был награждён орденами Святой Анны 4-й степени на шашку и 3-й степени с мечами и бантом и чинами сотника и есаула. 
Громкая известность Кульгачёва начинается с Восточной войны, во время которой он выделился рядом отличных подвигов мужества и инициативы. В сражении при Баш-Кадыкларе он в самую критическую минуту подскакал к линии противника с 2 орудиями на 50 шагов и картечью сломил его сопротивление; за это дело он получил орден св. Владимира 4-й степени с бантом. При Курюк-Дара он также по собственной инициативе поддержал атаку Нижегородского драгунского полка и подскакал с орудиями под сильным ружейным огнём к штуцерным турецким батальонам и расстроил их ряды картечью; за этот подвиг Кульгачёв 28 декабря 1854 г. был удостоен ордена св. Георгия 4-й степени
В воздаяние за отличие, оказанное против Турок близ сел. Кюрук-Дара, 24 Июля 1854 года, где метким огнём способствовал к удержанию двух наступавших штуцерных баталионов, при атаке их нашею кавалериею
При штурме Карса 17 сентября 1855 г. он командовал охотниками, был контужен ядром в голову и за отличие переведён в гвардейскую артиллерию капитаном. Командуя затем небольшим самостоятельным отрядом, он разбил турок у сёл Хоровеньки, Чуль-Пеник и Сейнод и получил в награду орден Святого Станислава 2-й степени с мечами.
Произведённый в 1857 году в подполковники, Алексей Петрович Кульгачёв командовал последовательно Донским казачьим № 73 полком, бригадой Кубанского казачьего войска и Донским казачьим № 39 полком, с которым принял деятельное участие в усмирении польского мятежа 1863 г. 20 мая при д. Грабовская Воля он разбил партию Кононовича (награждён чином полковника); 24 и 25 июля при деревнях Рациборы и Грудово истребил партию Грабовского (награждён орденом св. Анны 2-й степени с императорской короной и мечами), а 13 августа, командуя авангардом отряда барона Меллера-Закомельского, принял участие в рассеянии банд Янковского и Жехлинского. В этом последнем бою Кульгачёв едва не погиб. Кинувшись во главе сотни донцов в атаку на косиньеров, он первым ворвался в их ряды и был ранен в упор штуцерной пулей, которая, раздробив Кульгачёву бедро, свалила его с лошади. Не подоспей вовремя казаки, Кульгачёв был бы изрублен. За это дело он был награждён золотой шашкой с надписью «За храбрость». Оправившись от раны, Кульгачёв в феврале 1864 г. принял участие в стычке с бандой Малиновского близ д. Ярошенки, а в марте рассеял напавшую на его отряд банду Рудановского и разбил у д. Склобы (Радомской губернии) партию Серко; за отличие в этих делах был удостоен ордена Святого Владимира 3-й степени с мечами.
Вернувшись с полком на Дон, Кульгачёв в 1865 году был назначен смотрителем войскового конского завода, 21 мая 1870 г. произведён в генерал-майоры, в 1873 году назначен временным членом комитета по устройству и образованию войск, в 1875 г. — командиром 2-й бригады 13-й кавалерийской дивизии, в 1877 году — командующим 3-й Донской казачьей дивизией, а в 1878 г. — командующим 13-й кавалерийской дивизией, входившей в состав оккупационного корпуса в Болгарии, 30 августа 1880 г. произведён в генерал-лейтенанты, в 1882 г. назначен председателем комиссии по выработке предложения об устройстве сельскохозяйственного управления в области войска Донского; в 1884 г. получил в командование 14-ю кавалерийскую дивизию, а в 1889 г. — 6-й армейский корпус. 
В 1894 году был произведён в генералы от кавалерии. Во время больших Белостокских маневров 1897 года он командовал Западной армией и в 1900 году назначен членом Военного совета Российской империи.
Алексей Петрович Кульгачёв умер 19 марта 1904 года.
Фельдмаршал И. В. Гурко высоко ценил его как начальника, умевшего поддержать в войсках высокий боевой дух. Войска верили в Кульгачёва как в боевого начальника, энергичного, лихого и самостоятельного. Перу Кульгачёва принадлежат статьи: «По поводу выставки лошадей в Новочеркасске в 1871 г.» («Военный сборник». 1872. № 4) и «Заметки о Донском коннозаводстве» (Там же. 1864. № 9).

## Награды
- Орден Св. Анны 4-й ст. (1852)
- Орден Св. Анны 3-й ст. с мечами и бантом (1852)
- Орден Св. Владимира 4-й ст. с бантом (1854)
- Орден Св. Георгия 4-й ст. (28 декабря 1854), № 9569 по списку Григоровича — Степанова
- Орден Св. Станислава 2-й ст. с мечами (1856, императорская корона с мечами к ордену в 1860)
- Орден Св. Анны 2-й ст. с императорской короной и мечами (1863)
- Орден Св. Владимира 3-й ст. с мечами (1864)
- Золотая шашка с надписью «За храбрость» (9 марта 1864)
- Орден Св. Станислава 1-й ст. (1872)
- Орден Св. Анны 1-й ст. (1876)
- Орден Св. Владимира 2-й ст. (1885)
- Орден Белого орла (1889)
- Орден Св. Александра Невского (1895, алмазные знкаи к ордену в 1901)
- Знак отличия беспорочной службы за XL лет (22 августа 1898)
- Турецкий орден Меджидие 4-й ст. (1857)